# 杉本捷雄
杉本 捷雄（すぎもと かつお・はやお、1905年（明治38年）1月1日 - 1970年（昭和45年）11月17日）は、日本の文筆家・陶芸研究者・歴史研究者。陶芸研究においては、古曾部焼、丹波焼を中心に調査・資料収集を行なった。

## 人物・経歴
大阪市生まれ。東洋大学卒業。小説家として活動した後、陶芸研究・千利休の周辺をはじめとする歴史研究を行ない、兵庫県陶芸館副館長を務めた。

## 著書
- 「破れルバシカ」（アトラス社・初版 昭和5年）
- 「牛蒡種」（砂子屋書房・初版 昭和11年）
- 「古曾部窯研究」（學藝書院・初版 昭和11年）
- 「丹波の古窯」（神戸新聞社・初版 昭和32年）
- 「丹波のやきもの」（平安堂書店・初版 昭和38年）
- 「千利休とその周辺」（淡交社・初版 昭和45年）